# Belisario Betancur
Belisário Betancur Cuartas (Amagá, 23 de fevereiro de 1923 - Bogotá, 7 de dezembro de 2018) foi um advogado e político colombiano, presidente de seu país entre 1982 e 1986.
Seu governo foi marcado pela desistência da Colômbia em sediar a Copa do Mundo FIFA de 1986 alegando questões econômicas.
Morreu no dia 7 de dezembro de 2018, aos 95 anos de idade, em Bogotá.